# Richard Scott

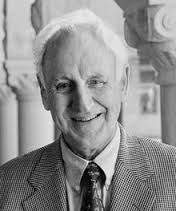
W. Richard Scott

William Richard Scott (18 december 1932) is een Amerikaans socioloog. Scott is emeritus hoogleraar aan Stanford University en is gespecialiseerd in institutionele theorie en organisatiewetenschappen. Hij is gelauwerd met vele prijzen en enkele eredoctoraten.
Enkele bekende werken zijn:
- Formal organizations (1964) (met Peter Blau)
- Organization: Rational Natural and Open Systems (1998) (4e druk)
- Institutional Changes and Healthcare Organizations (2000)
- Institutions and Organizations (2008) (3e druk)